# Common Clay
Common Clay è un film del 1919 diretto da George Fitzmaurice. Basato sull'omonimo dramma del 1915 di Cleves Kinkead, il film fu distribuito negli Stati Uniti dalla Pathé il 2 marzo 1919 ma è oggi considerato perduto. Nel 1930 il dramma fu adattato in un film sonoro intitolato Tu che mi accusi.

## Trama
Dopo una rapida dose di vita frenetica, la graziosa dipendente di un grande magazzino Ellen Neal decide di lavorare come cameriera per i Fullerton. Respinge le avance di un lascivo amico di famiglia, Arthur Coakley, ma si innamora del figlio del signor Fullerton, Hugh. Prima che lui vada in guerra, lei gli si concede e, di conseguenza, rimane incinta. Sebbene Hugh scriva a Ellen, la signora Fullerton intercetta tutte le lettere. Alla fine la ragazza deve andarsene per prendersi cura di suo figlio, ma la madre insiste perché torni dai Fullerton e rivendichi i suoi diritti. Il signor Fullerton pensa che stia mentendo, quindi assume un avvocato. Il caso viene ascoltato dal giudice Filson, e durante il suo corso, viene fuori che la signora Neal non è realmente la madre di Ellen. La sua vera madre si è suicidata dopo essersi trovata in una posizione molto simile a quella di Ellen, mentre suo padre è proprio il giudice. Hugh torna dalla guerra ed è alla disperata ricerca di Ellen, nonostante le proteste dei suoi genitori. Così il giudice, che conosce abbastanza bene i Fullerton, organizza una riunione per la giovane coppia.